# Ivan Tomečak
Ivan Tomečak (Zagreb, 7. prosinca 1989.) hrvatski je nogometaš. Trenutačno igra za Rudeš.

## Karijera
Tomečak je karijeru započeo u dinamovoj nogometnoj školi. Godine 2007. odlazi na posudbu u drugoligaša Lokomotivu. U prvoj sezoni redoviti je prvotimac te uz 32 nastupa postiže i dva pogotka. Zimski dio polusezone 2008. godine također redovito nastupa te u 15 odigranih utakmica postiže dva pogotka. 
U siječnju 2009. godine potpisao je profesionalni ugovor s Dinamom u trajanju od sedam i pol godina. Tomečak se pridružio prvoj momčadi Dinama na zimskim pripremama.
U lipnju 2013. godine, Tomečak potpisuje ugovor s Rijekom, a u ljeto 2015. odlazi u Dnjipro.
U srpnju 2016. godine je Tomečak postao novi igrač saudijskog Al-Nassra, koji je tada vodio trener Zoran Mamić. Tomečak je u Saudijsku Arabiju otišao nakon godine dana provedene u ukrajinskom Dnipru.
Bivši Dinamovac je godinu kasnije prešao u belgijski nogometni klub Mechelen, a nakon toga i u Club Brugge.

## Priznanja

### Klupska
Dinamo Zagreb
- Prvak Hrvatske (5): 2008./09., 2009./10., 2010./11., 2011./12., 2012./13.
- Hrvatski nogometni kup (3): 2008./09., 2010./11., 2011./12.
- Hrvatski nogometni superkup (1): 2010.

Rijeka
- Hrvatski nogometni kup (1): 2013./14.
- Hrvatski nogometni superkup (1): 2014.

Club Brugge
- Belgijska Prva divizija A (1): 2017./18.
- Superkup Belgije (1): 2018.

## Vanjske poveznice
- Ivan Tomečak na transfermarkt.com
- Ivan Tomečak na soccerway.com